# Mads Matthiesen
Mads Matthiesen (født 9. oktober 1976) er en prisvindende dansk filminstruktør. Han er kendt for film som 10 timer til Paradis og The Model.

## Biografi
Matthiesen voksede op i Hellerup og Bagsværd og gik på Aurehøj Gymnasium, hvor han sammen med en ven satte forskellige teaterstykker op. Han spillede også i en ung alder i et rockpunkband og blev student i 1996.
Matthiesen lavede sin første amatørfilm i 1998 og gik derefter i årene 1998-1999 på Den Europæiske Filmhøjskole i Ebeltoft. Efter at have arbejdet som produktionsassistent hos Nordisk Film forsøgte han to gange uden succes at komme ind på instruktørlinjen på Den Danske Filmskole. Han begyndte derefter at studere litteraturvidenskab på Københavns Universitet, og samtidig på uddannelsen ved den alternative filmskole, Super16.
Som midtvejsfilm på Super16 filmede han kortfilmen 'Dennis', der handler om en genert bodybuilder spillet af Kim Kold. Kortfilmen vandt Grand Prix i Melbourne. Figuren udnyttede Matthiesen i sin spillefilmsdebut '10 timer til Paradis' fra 2012. For filmen vandt han prisen for bedste instruktion af en ikke-amerikansk film ved filmfestivalen Sundance i 2012, og senere på året blev han nomineret til prisen European Discovery.

## Filmografi
- Descent, kortfilm fra 2003
- Når man vågner, kortfilm fra 2005
- Mum, kortfilm fra 2006
- Dennis, kortfilm fra 2007
- Cathrine, kortfilm fra 2009
- 10 timer til Paradis, spillefilm fra 2012
- The Model, spillefilm fra 2016
- Mr. Freeman, spillefilm fra 2024[3]